# Christie Harris Illustrated Children’s Literature Prize
Der Christie Harris Illustrated Children's Literature Prize ist ein kanadischer Literaturpreis, der seit 2003 besteht und zu den BC Book Prizes gehört. Er wird alljährlich im April an den besten Autor und Illustrator des besten illustrierten Kinderbuchs, Bildergeschichtenbuchs und besten illustrierten Sachbuchs vergeben.
Der Preis wird zwischen Autor und Illustrator geteilt. Die Preisträger müssen keine kanadischen Staatsbürger sein, sondern mindestens drei der letzten fünf Jahre in British Columbia, Kanada, oder dem Yukon-Territorium gewohnt haben. Dabei können die Bücher auch in anderen Regionen oder Ländern erschienen sein. Der Preis wurde 2002 angekündigt und 2003 erstmals verliehen. Eine Shortlist wird jeweils im März eines Jahres veröffentlicht. Eine Handvoll der Finalisten, rund 25 Prozent werden für eine andere Ehrung ausgewählt: die Beteiligung an ihren Lesereisen, sprich einer einwöchigen Reise durch die Provinz um ihre Bücher an Schulen und in öffentlichen Büchereien während des Aprils vorzustellen.
Das Preis wurde drei Monate nach dem Tod der Kinderbuchschriftstellerin Christie Harris begründet. Gleichzeitig war es die erste neue Preiskategorie seit der Einsetzung des Sheila A. Egoff Children’s Literature Prize 1987, der zuvor ebenfalls Bilderbücher abdecken sollte.

## Gewinner und Nominierte

### 2003
- Salmon Creek – von Annette LeBox, illustriert von Karen Reczuch[Anm. 1]
- Amber Waiting – von Nan Gregory, illustratad von Kady Macdonald Denton
- How Sleep Found Tabitha – von Maggie de Vries, illustriert von Sheena Lott
- The Klondike Cat – von Julie Lawson, illustriert von Paul Mombourquette
- Solomon’s Tree – von Andrea Spalding, illustriert von Janet Wilson

### 2004
- Stanley’s Party – von Linda Bailey, illustriert von Bill Slavin
- Adventures in Ancient China – von Linda Bailey, illustriert von Bill Slavin
- Arizona Charlie and the Klondike Kid – von Julie Lawson, illustriert von Kasia Charko
- Suki’s Kimono – von Chieri Uegaki, illustriert von Stéphane Jorisch
- Sunny – von Robin Mitchell Cranfield und Judith Steedman

### 2005
- Goodbye to Griffith Street – von Marilynn Reynolds, illustriert von Renné Benoit
- The Moccasins – von Earl Einarson, illustriert von Julie Flett
- Owls – von Adrienne Mason, illustriert von Nancy Gray Ogle
- Ride ‘em Cowboy – von Stefan Czernecki
- When They Are Up – von Richard Thompson und Maggee Spicer, illustriert von Kirsti Anne Wakelin

### 2006
- The Blue Jean Book: The Story Behind the Seams – von Tanya Lloyd Kyi
- Bamboo – von Paul Yee, illustriert von Shaoli Wang
- The Kids Book of Aboriginal Peoples in Canada – von Diane Silvey, illustriert von John Manth
- The Milkman – von Carol Foskett Cordsen, illustriert von Douglas B. Jones
- Picturescape – von Elisa Gutiérrez

### 2007
- Tale of a Great White Fish: A Sturgeon Story – von Maggie de Vries, illustriert von Renné Benoit
- Abby’s Birds – von Ellen Schwartz, illustriert von Sima Elizabeth Shefrin
- The Kids Book of Canadian Immigration – von Deborah Hodge, illustriert von John Mantha
- The Queen’s Feet – von Sarah Ellis, illustriert von Dusan Petricic
- Zoe and the Fawn – von Catherine Jameson, illustriert von Julie Flett

### 2008
- A Sea-Wishing Day – von Robert Heidbreder, illustriert von Kady MacDonald Denton
- The Day It All Blew Away – von Lisa Cinar
- Elf the Eagle – von Ron Smith, illustriert von Ruth Campbell
- Jeffrey and Sloth – von Kari-Lynn Winters, illustriert von Ben Hodson
- Pink – von Nan Gregory, illustriert von Luc Melanson

### 2009
- The King Has Goat Ears – von Katarina Jovanovic, illustriert von Philippe Beha
- Good-bye Marianne – von Irene N. Watts, illustriert von Kathryn E. Shoemaker
- Polar Worlds: Life at the Ends of the Earth – von Robert Bateman
- Rosie and Buttercup – von Chieri Uegaki, illustriert von Stéphane Jorisch
- Stanley At Sea – von Linda Bailey, illustriert von Bill Slavin

### 2010
- Maggie Can’t Wait – von Frieda Wishinsky, illustriert von Dean Griffiths
- Bubble Homes and Fish Farts – von Fiona Bayrock, illustriert von Carolyn Conahan
- Ella’s Umbrellas – von Jennifer Lloyd, illustriert von Ashley Spires
- On My Walk – von Kari-Lynn Winters, illustriert von Christina Leist
- Vanishing Habitats – von Robert Bateman

### 2011
- Owls See Clearly at Night: A Michif Alphabet – von Julie Flett
- The Cowboy Fisherman – von Seiji Hiroe
- Fraser Bear: A Cub’s Life – von Maggie de Vries, illustriert von Renné Benoit
- The Salmon Bears: Giants of the Great Bear Rainforest – von Ian McAllister und Nicholas Read, illustriert von Ian McAllister
- Up We Grow! A Year in the Life of a Small, Local Farm – von Deborah Hodge, illustriert von Brian Harris

### 2012
- When I Was Small – von Sara O’Leary
- Dalen & Gole: Scandal in Port Angus – von Mike Deas, illustriert von Kim La Fave
- Grandpa's Girls – von Nicola I. Campbell
- Pussycat, Pussycat, Where Have You Been? – von Dan Bar-el, illustriert von  Rae Maté
- Shake Awakes – von Robert Heidbreder, illustriert von  Marc Mongeau

### 2013
2013 Maggie’s Chopsticks – von Alan Woo, illustriert von  Isabelle Malenfant
- Gift Days – von Kari-Lynn Winters, illustriert von  Stephen Taylor
- Hey Canada! – von Vivien Bowers, illustriert von  Milan Pavlovic
- Rainbow Shoes  – von Tiffany Stone, illustriert von  Stefan Czernecki
- What’s Up, Bear?: A Book About Opposites  – von Frieda Wishinsky, illustriert von  Sean L. Moore

### 2014
How To – verfasst und illustriert von Julie Morstad
- The Great Bear Sea: Exploring the Marine Life of a Pacific Paradise – Ian McAllister und Nicholas Read, illustriert von Ian McAllister
- Not Your Typical Dragon – von Dan Bar-el, illustriert von Tim Bowers
- When I Was Eight – von Christy Jordan-Fenton und Margaret Pokiak-Fenton, illustriert von Gabrielle Grimard
- Wild Berries – verfasst und illustriert von Julie Flett

### 2015
Dolphin SOS – verfasst von Roy Miki und Slavia Miki, illustriert von Julie Flett
- Hana Hashimoto, Sixth Violin – Chieri Uegaki, illustriert von Qin Leng
- The Most Magnificent Thing – verfasst und illustriert von Ashley Spires
- Norman, Speak! – von Caroline Adderson, illustriert von Qin Leng
- Stop, Thief! – by Heather Tekavec, illustriert von Pierre Pratt

### 2016
Peace is an Offering – verfasst von Annette LeBox, illustriert von Stephanie Graegin

### 2017
My Heart Fills With Happiness – verfasst von Monique Gray Smith, illustriert von Julie Flett

### 2018
The Nameless City: The Stone Heart – von Faith Erin Hicks

### 2019
Sparks! – von Ian Boothby

### 2020
It Began With a Page: How Gyo Fujikawa Drew the Way – von Kyo Maclear